# Bad Things (chanson)
Pour les articles homonymes, voir Bad Things.
Singles de Jace Everett
That's the Kind of Love I'm In
(2005) Nowhere in the Neighborhood
(2006)
Bad Things (déposé officiellement sous le titre : I Wanna Do Bad Things With You) est une chanson écrite et enregistrée par le chanteur de musique country américain Jace Everett. Il est sur l'album d'Epic Records Nashville intitulé Jace Everett. Bien que sorti en single en 2005, il n'est pas dans les Hot Country Songs de cette année, cependant il est classé en 2009 au Royaume-Uni, en Norvège et en Suède.

## Réception critique
Dans sa critique sur AllMusic, Stephen Thomas Erlewine compare Bad Things avec le son de Baby Did a Bad, Bad Thing (en) de Chris Isaak en 1996, qualifiant Bad Things de « moins menaçant et un peu plus débridé » que Baby Did a Bad, Bad Thing.

## Utilisation dans les médias
En 2008, Bad Things devint la bande son du générique de la série d'HBO True Blood.
La chanson remporta un prix Broadcast Music Incorporated en 2009 et fut nommé aux Scream Awards 2009 dans la catégorie Best Scream Song of the Year.

## Classement
| Classement (2009)              | Meilleure position |
| ------------------------------ | ------------------ |
| Norvège (VG-lista)             | 2                  |
| Suède (Sverigetopplistan)      | 30                 |
| Royaume-Uni (UK Singles Chart) | 49                 |